# Морковкін Валентин Іванович
Морковкін Валентин Іванович (20 вересня 1933 — 1999) — російський академічний веслувальник.
Бронзовий призер Олімпійських Ігор 1960 року в складі розпашної четвірки без стернового.